# Euclides Miyaura
Euclides Kiyoto Miyaura, (1 de setembro de 1958) também chamado de "Chin" é um desenhista de quadrinhos brasileiro. Começou na Editora Abril como estagiário, depois se tornando ilustrador para os livros de atividade Disney em meados da década de 1970 . Trabalhou com vários quadrinhos dos personagens Disney, principalmente de Pato Donald, Zé Carioca e a dupla Mickey e Pateta, tendo mais de 500 histórias publicadas com seus desenhos . 
Saiu da Editora Abril em 2001. Hoje trabalha com os Estúdios Magic Eye, ainda desenhando histórias com os personagens Disney.